# Смолин (Львовская область)
Смолин (укр. Смолин) — село в Яворовской городской общине Яворовского района Львовской области Украины.
Население по переписи 2001 года составляло 776 человек. Занимает площадь 2,43 км². Почтовый индекс — 81010. Телефонный код — 3259.